# Panke
De Panke is een kleine rivier in Brandenburg en Berlijn en is samen met de Dahme en de Wuhle een van de bekendste zijrivieren van de Spree.

## De loop van de Panke
De Panke ontspringt op het Barnimplateau in Bernau. Een arm mondt tegenwoordig uit in Wedding in het Berlin-Spandauer Schifffahrtskanal. Een andere arm (de oorspronkelijke) mondt (nauwelijks zichtbaar) bij Station Friedrichstraße ter hoogte van het Theater am Schiffbauerdamm in de Spree. Een oud Berlijns gezegde luidt:
„Am Schiffbauadamm Numma zwee,
da fließt de Panke in de Spree.“
Nederlandse vertaling:
„Bij Schiffbauerdamm nummer twee,
daar vloeit de Panke in de Spree.“
Het gedeelte van de Panke dat door stadsdeel Wedding loopt, heeft sinds 1827 dezelfde loop als vandaag de dag. Op andere delen is de rivier gekanaliseerd of om praktische redenen omgelegd.
Tot het einde van de 19e eeuw was de Panke op sommige delen bevaarbaar voor kleinere schepen. In de buurt van het punt waar de Panke in de Spree uitmondt, ontstond in de 18e eeuw een klein meer, dat in het park van de bankier Veitel Heine Ephraim lag.
De namen van het Berlijnse district Pankow, het Bernauer stadsdeel Pankeborn en de gemeente Panketal zijn afgeleid van de Panke.
In Pankow gaat de rivier onder andere door het Bürgerpark van Pankow.
In Bernau werd lange tijd van het water uit de Panke bier gebrouwen.

## Fiets- en wandelpad
Langs de Panke loopt de zogenaamde Pankeweg op goed onderhouden en uitgebreide wegen. Gepland is om de weg te laten lopen van de monding bij de Spree tot aan de bron bij Bernau (een lengte van ca. 34 kilometer).

## Das Fest an der Panke (Het feest aan de Panke)
Sinds 1963 wordt in Pankow jaarlijks in het tweede weekeinde van september het Fest an der Panke gehouden, een kunstenaarsfestival. Het feest werd onder andere opgericht door beeldhouwer Heinz Worner en de kunstschilders Harry Lüttger, Georg Sailer en Paul Schultz-Liebisch.
- Gemeinsame Normdatei: 1032808039
- Virtual International Authority File: 297344565